# Primal... The Best of the Fire Years 1983-1992
Primal... The Best of the Fire Years 1983-1992 es una compilación de la banda Pulp, lanzada por Fire Records el 12 de octubre de 1998. El álbum es muy similar al otro compilatorio, Countdown 1992–1983, lanzado en 1996 por la misma discográfica, ya que esta solo incluye dos canciones diferentes al anterior disco.

## Lista de canciones
1. My Legendary Girlfriend
2. Countdown (Extended Version)
3. Death Goes To The Disco
4. Little Girl (With Blue Eyes)
5. I Want You
6. They Suffocate At Night
7. Dogs Are Everywhere
8. Don't You Know
9. She's Dead
10. Aborigine
11. Separations
12. 97 Lovers

- Countdown es una versión de 8:06, una edición radial.

## Fuente
- AcrylicAfternoons.com

- Datos: Q6085833